# NGC 3158
NGC 3158 é uma galáxia elíptica (E3) localizada na direcção da constelação de Leo Minor. Possui uma declinação de +38° 45' 56" e uma ascensão recta de 10 horas, 13 minutos e 50,5 segundos.
A galáxia NGC 3158 foi descoberta em 17 de Março de 1787 por William Herschel.